# Дім купецьких зібрань
Дім купецьких зібрань — громадський центр у місті Слов'янськ Донецької області. Пам'ятка архітектури та містобудування у стилі український модерн.

## Історія

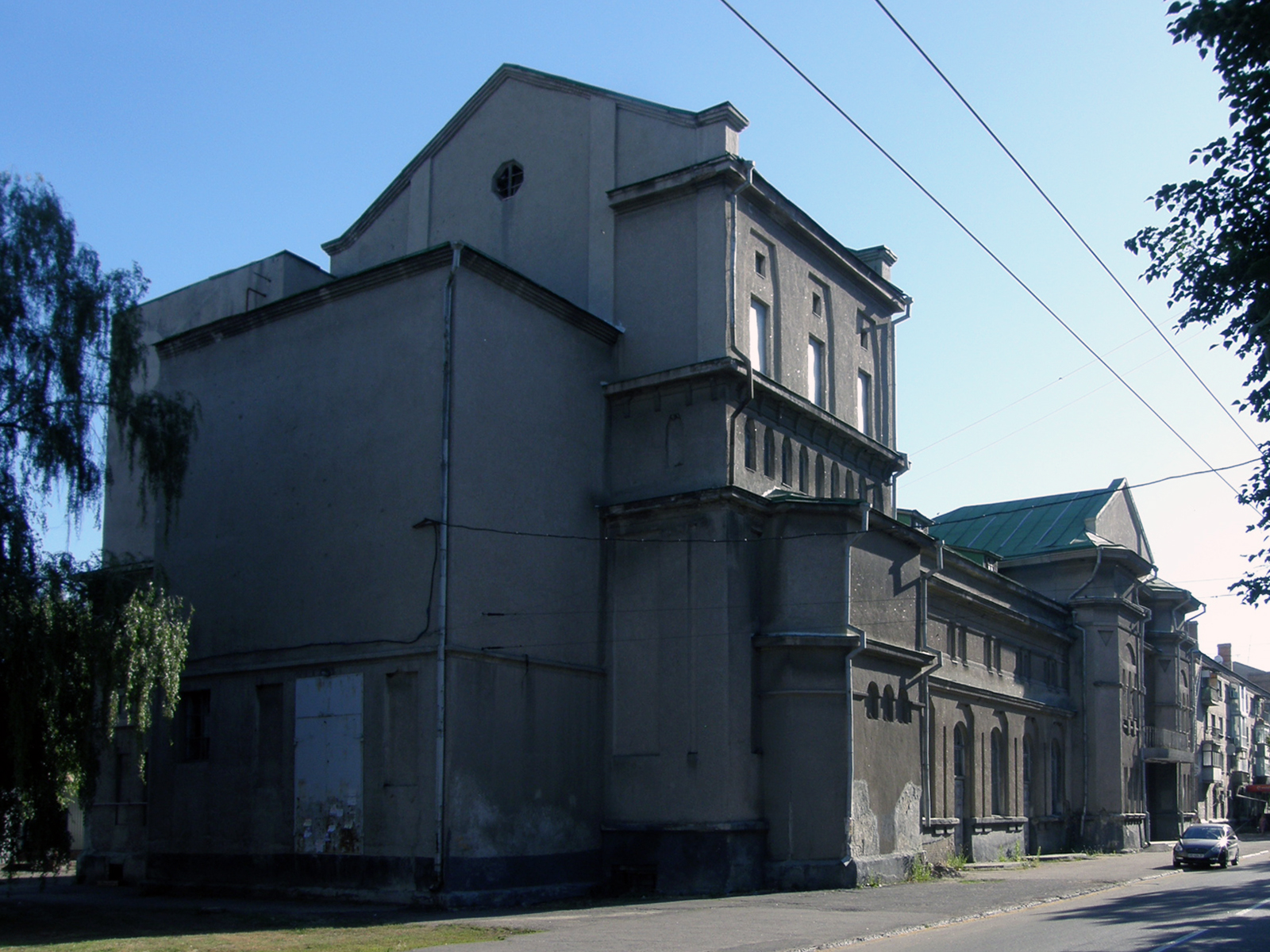
Вигляд з вулиці Університетської

Будівля колишніх Дворянських зборів збудована 1912 року у стилі модернізм. Архітектор — Євген Наумович Сердюк, головний будівельник — С.В. Котляревський. Багато випуклих частин, які утворюють невеличкі вежі, еркер, що нависає, різні схили покрівель, роблять цю будівлю схожою на старовинний палац.
Тут зустрічалися місцеві купці, обговорювали торгові справи, неформально спілкувалися, відвідували вистави, концерти. Вкладати кошти у такий великий культурний об'єкт у той час було досить престижно, тому до його розвитку приклала руку не одна впливова людина.
Цією спорудою закінчилась розбудова вулиці Університетської.
У 20-40-х роках XX століття тут знаходився драматичний театр імені Маяковського.
За часів німецької окупації 1942-1943 рр. — драматичний театр імені Тараса Шевченка (було перейменовано за сприяння організації «Просвіта»).
З 1950-х і до 2014 року — Палац культури ім. В. І. Леніна Слов'янського керамічного комбінату ім. Крупської. 
У 1966 році історична будівля була обшита цементною шубою.
У 1999 році надано статус пам'ятки архітектури та містобудування.